# Chagunius nicholsi
Chagunius nicholsi är en fiskart som först beskrevs av Myers 1924.  Chagunius nicholsi ingår i släktet Chagunius och familjen karpfiskar. IUCN kategoriserar arten globalt som livskraftig. Inga underarter finns listade i Catalogue of Life.